# TSV Nahe
Der TSV Nahe ist ein Sportverein aus Nahe in Schleswig-Holstein. Die Frauenfußballmannschaft spielte in der Regionalliga Nord.

## Geschichte
Anfang 2001 schloss sich die in der Bezirksliga spielende Frauenfußball-Mannschaft des TSV Nahe mit der Mannschaft aus Stuvenborn zu einer Spielgemeinschaft zusammen, die in der Saison 2001/02 in der Bezirksklasse antrat. In dieser Saison errang die Mannschaft hinter dem FFC Oldesloe 2000 die Vizemeisterschaft und stieg ohne Punktverlust in die Bezirksliga auf. 2004 gelang der Aufstieg in die Verbandsliga, in der keine Spielgemeinschaften mehr zugelassen waren. Daher trat das Team wieder als TSV Nahe an. Im ersten Verbandsliga-Jahr wurde die Mannschaft Meister und schaffte den Durchmarsch in die Regionalliga Nord und belegte in der Saison 2005/06 auf Anhieb den dritten Platz. 2008 gewann die Mannschaft den Landespokal von Schleswig-Holstein und qualifizierte sich erstmals für den DFB-Pokal. Dort unterlag Nahe in der 1. Runde dem Hamburger SV mit 0:7. In der Saison 2008/09 wurde die Mannschaft Vorletzter. Anschließend wurde die Abteilung aufgelöst.

## Erfolge
- Aufstieg in die Regionalliga Nord 2005
- SHFV-Landespokalsieger 2008
- dadurch Teilnehmer 1. Runde DFB-Pokal

## Bekannte Spieler
- Thore Jacobsen